# مقاطعة مارين (كاليفورنيا)
مقاطعة مارين (بالإنجليزية: Marin County)‏ هي إحدى مقاطعات ولاية كاليفورنيا في الولايات المتحدة الأمريكية.

## أعلام
- مايك كوين
- كينت ماكنزي
- جورج إف. بروك
- جو جور
- جيمس ر. براونينج
- جون رايلي
- باد نوريس
- فرانك مور كروس
- مارييل هيلر
- ليستير هولت